# Densetsu no Starfy
 (avril 2020).
Si vous disposez d'ouvrages ou d'articles de référence ou si vous connaissez des sites web de qualité traitant du thème abordé ici, merci de compléter l'article en donnant les références utiles à sa vérifiabilité et en les liant à la section « Notes et références ».
Densetsu no Starfy est un jeu vidéo de plates-formes développé par TOSE et édité par Nintendo, sorti sur Game Boy Advance en 2002 uniquement au Japon.

## Histoire
Starfy est une étoile qui vit dans un palais dans les nuages. Un jour en déplaçant des affaires, il trébuche et laisse tomber dans la mer, la Jarre Magique qui contient à l'intérieur un génie maléfique nommé Ogura. Pendant la chute, Ogura est libéré et Starfy n'a d'autre choix que de partir à sa poursuite en sautant dans la mer. 

## Système de jeu
Toute l'aventure se passe dans la mer, donc le jeu contient beaucoup de phases aquatiques. Sous l'eau, Starfy peut nager comme un poisson et se déplace rapidement. À la surface, il peut sauter et courir. Tant sous l'eau qu'à la surface, Starfy peut attaquer en tournoyant.
Le jeu contient neuf niveaux, dans lesquels il faut aider d'autres personnages aquatiques pour apprendre de nouveaux mouvements ou pour débloquer de nouvelles zones. À la fin de chaque niveau, (hormis le 1er), un boss attend Starfy. Le jeu est en langue japonaise uniquement et contient beaucoup de dialogues.

## Suites
Densetsu no Starfy est suivi par Densetsu no Starfy 2, Densetsu no Starfy 3, Densetsu no Starfy 4 et le 5e épisode appelé The Legendary Starfy. L'histoire est presque la même, Ogura s'échappe et il faut le rattraper pour l'enfermer dans sa jarre.

## Réception
À la fin de 2002, le jeu s'est vendu à 291 616 exemplaires[réf. nécessaire], ce qui représente de bonnes ventes pour un jeu de ce genre. 